# Mezoregion Metropolitana de Belém

Mezoregion Metropolitana de Belém

Mezoregion Metropolitana de Belém – mezoregion w brazylijskim stanie Pará, skupia 11 gmin zgrupowanych w dwóch mikroregionach. Liczy 6.906,3 km² powierzchni.

## Mikroregiony
- Belém
- Castanhal